# Orolestes
Orolestes is een geslacht van libellen (Odonata) uit de familie van de pantserjuffers (Lestidae).

## Soorten
Orolestes omvat 5 soorten:
- Orolestes durga Lahiri, 1987
- Orolestes motis Baijal & Agarwal, 1956
- Orolestes octomaculatus Martin, 1904
- Orolestes selysi McLachlan, 1895
- Orolestes wallacei (Kirby, 1889)